# Stan Sakai
Stan Sakai (坂井 スタン) (25 de maio de 1953 - Kyoto, Japão) é um quadrinista nipo-americano, conhecido por sua obra Usagi Yojimbo e por ganhar várias vezes o Prêmio Eisner, além de outros prêmios.

## Biografia e obra
Stan Sakai nasceu em Quioto, Japão e cresceu no Hawaii e estudou belas artes na Universidade do Havai. Atualmente vive em Pasadena, Califórnia.
Ele começou sua carreira fazendo letras de quadrinhos (especialmente Groo the Wanderer de Sergio Aragonés e Mark Evanier) e escreveu e ilustrou The Adventures of Nilson Groundthumper and Hermy; uma série de quadrinhos com um cenário medieval, influenciado por Groo the Wanderer de Sergio Aragonés. Os personagens apareceram pela primeira vez em Albedo #1 em 1984, e foram posteriormente apresentados em edições de Critters, Grimjack, Amazing Heroes e Furrlough.

Sakai ficou famoso com a criação de Usagi Yojimbo, a saga épica de Miyamoto Usagi, um coelho samurai que vive no Japão do final do século XVI e início do século XVII. Publicado pela primeira vez em 1984, o quadrinho continua sendo publicado até hoje, com Sakai como o autor solitário e artista quase solitário (Tom Luth serve como o colorista principal da série, e Sergio Aragonés fez duas pequenas contribuições para a série: a história "Broken Ritual", baseada em uma ideia de Aragonés, e ele serviu como um convidado para a versão em preto-e-branco da história  "Return to Adachi Plain", que é apresentado na décima primeira edição da edição encadernada de Usagi Yojimbo. Ele também criou uma série futurista chamada Space Usagi. Seu filme favorito é Satomi Hakkenden (1959). O Museu Nacional Japonês-Americano, em Little Tokyo, Los Angeles, apresentou uma exposição intitulada "Year of the Rabbit: Stan Sakai's Usagi Yojimbo" ("Ano do Coelho: Usagi Yojimbo de Stan Sakai") de 9 de julho a 30 de outubro de 2011.
Sakai escreveu e ilustrou a história "I'm Not in Springfield Anymore!" para Bart Simpson's Treehouse of Horror #7 e ilustrou a contracapa de Treehouse of Horror # 6.
Sakai era o artista de Riblet, a história adicional na edição encadernada de Stupid, Stupid Rat Tails.
Em 2013, Sakai ilustrou a minissérie 47 Ronin, uma adaptação da famosa história dos 47 rōnin escrita por Mike Richardson, da Dark Horse Comics, e com Kazuo Koike, roteirista de Lobo Solitário, como consultor editorial.

O sétimo episódio da quinta temporada da série animada Teenage Mutant Ninja Turtles de 2012, "Yojimbo", foi escrito por Sakai e apresenta a primeira aparição de Miyamoto Usagi na série.